# Olivier Adams
Olivier Jean-Jacques Adams (Tienen, 27 december 1968) is een Belgische muzikant en producer. Hij werd bekend met de band Leopold 3. Hij is tevens de man die samen met Maurice Engelen furore maakte in de dancewereld. Reeds in 1992 stond hij zowel met Praga Khan als Digital Orgasm in het BBC-programma Top of the Pops. Hij genoot tevens bekendheid in Japan en de Verenigde staten. Samen met Engelen leverde hij verscheidene nummers voor blockbusters als Basic Instinct (Rave The Rhythm) en maakte hij voor het videospel Mortal Kombat een cd onder de naam "The Immortals". Het wereldberoemde Mortal Kombat deuntje is van de hand van Adams.
In eigen land lanceerde hij zangeres Yasmine en maakte hij samen met Patrick "Pat Krimson" Claesen de nummers van het succesvolle 2 Fabiola.  
In 2012 maakte hij voor het Halse Carnaval het nummer Broodje Carnaval met zanger Eric Baranyanka en VTM-televisiekok Albert Verdeyen.

## Discografie[4]

### Albums
- Leopold 3 - Dag en Nacht (1991, keyboard, producer)
- Leopold 3 - Spiegels (1991, keyboard, producer)
- Lords of Acid - Lust (1991, producer)
- Praga Khan ft Jade4U - A Spoonful of Miracle (1993, producer)
- Yasmine - Als Jij dat Wil (1993, producer)
- The Immortals - Mortal Kombat: The Album (1994, producer)[5]
- Leopold 3 - De Expeditie (1994, basgitaar, achtergrondzang, producer)
- Leopold 3 - Tijdperk 2000 (1995, producer)
- Lords of Acid - Our Little Secret (1997, producer)
- Wild Girls - Meat & Greed (1997, basgitaar, achtergrondzang, klavier, producer)
- 2 Fabiola - Tyfoon (1997, producer)
- Praga Khan - Pragmatic (1998, producer)
- 2 Fabiola - Androgyne (1998, producer)
- Praga Khan - Twenty First Century Skin (1999, drums, producer)
- Praga Khan - Twenty First Centure Skinned (1999, drums, remix)
- Praga Khan - Mutant Funk (2000, drums)
- Praga Khan - Falling (2001, producer)
- Lords of Acid - Farstucker (2001, producer)
- Praga Khan - Freakazoids (2002, producer)
- Lords of Acid - Private Parts (2002, producer)
- Praga Khan - Khantastic (2003, producer)
- Praga Khan - Electric Religion (2004, producer)
- Z - Mensen Zijn Er Teveel[bron?] Aan (2004, synthesizer, producer)
- Praga Khan - Soundscraper (2006, producer)

### Singles
- Olivier Adams - Skizzo Terror (1990)
- Olivier Adams - I'm on Fire (1991)
- Olivier Adams - Free the World (1991)
- Eli Jones - When the Rain Comes Down (1991, geluidstechnicus)
- Praga Khan - Rave Alarm (1991, producer)
- Praga Khan - Kick Back for the Rave Alarm (1991, producer)
- Leopold 3 - Ik Ga Zweven (1991, keyboard, producer)
- Lords of Acid - Take Control (1991, producer)
- Lords of Acid - Rough Sex (1992, producer)
- The Immortals - Techno-Syndrome (Mortal Kombat) (1992, producer)[6]
- Yasmine - Twijfels (1992, producer)
- Yasmine - In Kleur (1993, producer)
- Leopold 3 - Vergeet-Mij-Nietje (1993, basgitaar, producer)
- Leopold 3 - Zomernacht (1993, producer)
- 2 Fabiola - My Attitude (1993, producer)
- Soulsister - Ain't That Simple (1993, remix)
- Leopold 3 - De Koning van de Lach (1994, producer)
- Maurice Van Daele - Volle Gas (1994, producer)
- Spinegrinder - Spine Grinder (1995, basgitaar, klavier, achtergrondzang, producer)
- Leopold 3 - Op het Gevoel (1995, producer)
- 2 Fabiola - Lift U Up (1995, producer)
- Wild Girls - Party Time (1996, producer)
- 2 Fabiola - Universal Love (1996, producer)
- 2 Fabiola - I'm on Fire (1996, producer)
- 2 Fabiola - Freak Out (1997, producer)
- 2 Fabiola - Magic Flight (1997, producer)
- Lords of Acid - Pussy (1997, remix)
- 2 Fabiola - Feel the Vibe (1998, producer)
- 2 Fabiola - Flashback (1998, producer)
- 2 Fabiola - Sisters and Brothers (1998, producer)
- Praga Khan - Injected with a Poison (1998, remix, producer)
- Praga Khan - Insanity (1998, producer)
- 2 Fabiola - New Years Day (1999, producer)
- Babe Instinct - Disco Babes from Outer Space (1999, producer)
- Praga Khan - Lonely (1999, producer)
- Praga Khan - Breakfast in Vegas (1999, producer)
- Praga Khan - Love (2000, producer)
- Praga Khan - The Power of the Flower (2000, producer)
- Praga Khan - Sayonara Greetings (2000, producer)
- Praga Khan - Rhythm (2001, producer)
- Praga Khan ft Axelle Red - Falling (2001, producer)
- Lords of Acid - I Sit on Acid (2001, producer)
- Lords of Acid - Gimme Gimme (2002, producer)
- Praga Khan - No Earthly Connection (2002,producer)
- Praga Khan - Adultery (2003, producer)
- Praga Khan - Tausend Sterne (2003, producer)
- Ego - Blauw (2003, producer)
- De Kreuners - Ja! (2003, remix)
- Praga Khan - 2004 (life) (2004, producer)
- Z - Absoluut! (2004, synthsizer, producer)
- Princess - Get Up (2006, producer, remix)
- Praga Khan - Right or Wrong (2006, producer)
- Praga Khan - Pick-Up Truck' (2006, producer)
- Room 13 - I Am Alive (2010, producer)